# Аннелі Пеебо
Аннелі Пеебо (ест. Annely Peebo), ім'я при народжені Анне Сарв, (ест. Anne Sarv; 16 листопада 1971, Вигма) — естонська співачка мецо-сопрано.

## З життєпису
Закінчила Талліннську музичну школу, де вивчала хорове диригування та гру на фортепіано. Потім вивчала камерний спів у Віденському університеті музики та виконавських мистецтв (Universität für Musik und darstellende Kunst Wien) під керівництвом Герхарда Карі та навчалась оперного співу у Курта Малма.
Протягом 1990—1994 років співала у камерному хорі Естонської філармонії. У 1997 році дебютувала у «Ріголетто» у Віденській державній опері і того ж року була постійним учасником Віденської народної опери (Volksoper Wien). Виконувала оперні партії з Пласідо Домінго, Хосе Каррерасом, Андреа Бочеллі, Стефанією Бонфаделлі, Ренато Брузоном та багатьма іншими.
Володіє п'ятьма мовами.